# Fernando Cacho
Fernando Cacho fue un militar español del arma de artillería que participó en la Guerra de la Independencia Española y en la lucha contra la independencia hispanoamericana.

## Biografía
Nació en Santillana, Cantabria, España, en 1775. En 1789 ingresó como cadete de artillería en la Academia Militar de Segovia y egresó como subteniente en 1793. Fue ascendido a teniente en 1800 pero ese mismo año pasó a retiro. Se reincorporó al servicio activo en 1811 y fue asignado al Regimiento N° 4 de Artillería.
Promovido a capitán y en 1813 a sargento mayor, participó de la defensa de Colindres y en el sitio de Astorga.
Estuvo al mando de una compañía de artillería en el ejército de operaciones de Castilla y fue designado comandante en Ciudad Rodrigo. En 1816 fue enviado a combatir a los movimientos emancipadores americanos. En Valparaíso se le encargó la comandancia en Chile, pero el 12 de febrero de 1817 tras la batalla de Chacabuco fue tomado prisionero. Cooperó en la liberación de los prisioneros patriotas detenidos en la Isla Juan Fernández. 
Fue luego remitido al campo de detención de Las Bruscas, de donde consiguió fugar en compañía del entonces cadete Ramón Castilla y Marquesado.
En su fuga pasó a Montevideo y a Río de Janeiro. En esa ciudad presentó al embajador español José Flores y Pereira, conde de Casa Flores, una "Nota de las preparaciones que deben preceder a la llegada del ejército expedicionario del Río de la Plata para que tenga el feliz resultado que se desea". En ella proponía rescatar con tres buques a los prisioneros de Las Bruscas, que estimaba en unos mil hombres, y sumados a los soldados dispersos en la campaña oriental iniciar operaciones de apoyo previas al desembarco de la expedición. 
En su presentación Cacho demostraba un profundo odio por los revolucionarios de las Provincias Unidas del Río de la Plata de los que afirmaba eran "vivos, emprendedores, obstinados y sanguinarios, y su genio fecundo en intrigas". Sostenía al igual que la mayoría en España que ellos eran el verdadero centro de la insurrección emancipadora en América, y que por lo tanto se debían concentrar todos los esfuerzos posibles en su represión. Proponía incluso que una vez dominados debían ser tratados de manera diferente al resto de las naciones rebeldes. Así, la Intendencia de Salta debía ser separada del restaurado Virreinato del Río de la Plata, la sede del Virrey se trasladaría a la ciudad de Santa Fe y la de la Audiencia a Córdoba, se cerraría el puerto de Buenos Aires y se trasladaría a España a las familias de los insurgentes, los que no sobrevivirían a la conquista.
Finalizado su informe, salió rumbo al Alto Perú y tras cinco meses de dura marcha a través del Mato Grosso y Beni llegó a Arequipa el 17 de agosto de 1818 y de allí marchó como comisionado a Lima conduciendo pliegos del servicio.
En 1820 Fernando Cacho fue nombrado por el virrey Joaquín de la Pezuela juez fiscal en comisión para seguir una causa con motivo de haberse denunciado una conspiración que entre otros involucraba a José de la Riva Agüero y Sánchez Boquete.
El 26 de marzo de 1820 fueron detenidos Riva Agüero, el padre Segundo Antonio Carrión de San Felipe Neri, los diputados Joaquín Mansilla, José Pezet, Félix Devoti, entre otros, acusadas de intentar una revolución. 
A pesar de la eficacia y severidad del fiscal y tras varios meses de proceso la causa fue cerrada por falta de pruebas legales y los procesados fueron liberados. 
Iniciada la Expedición Libertadora del Perú participó de la defensa del Callao contra Thomas Cochrane, intentando incendiar los buques de la escuadra, lo que le valió el ascenso a coronel graduado de artillería.
En 1821 fue nombrado Subinspector de artillería en reemplazo del general Manuel del Llano y en abril de 1822 participó como comandante de artillería en la victoria realista en la batalla de Macacona.
El 1 de enero de 1823 fue ascendido a coronel efectivo por el virrey José de la Serna y seguidamente a brigadier. Con ese rango se desempeñó como comandante general de artillería y comandante del parque en el Ejército de Operaciones del Perú hasta el 9 de diciembre de 1824, cuando comandó la artillería en la batalla de Ayacucho. Comprendido en la capitulación, se retiró a España desembarcando en Burdeos en 1825. Continuó en servicio hasta su muerte, alrededor de 1854.